# Воркел, Эстер
Эстер Воркел (нидерл. Ester Workel, род. 18 марта 1975) — голландская спортсменка, гребчиха, призёр кубка мира и чемпионата мира по академической гребле, а также Летних Олимпийских игр 2004, Летних Олимпийских игр 2008 годов.

## Биография
Эстер Воркел родилась 18 марта 1975 года в городе Хааксберген, провинция Оверэйссел. Профессиональную карьеру гребца начала с 1994 года. Состоит и тренируется в клубе «Willem III RV», Амстердам
Первыми соревнования на международной арене, в которых Воркел приняла участие был чемпионат мира по академической гребле 2001 года в Люцерне, Швейцария (2001 WORLD ROWING CHAMPIONSHIPS). В квалификации восьмерок (FB Final) голландская команда с результатом 06:20.800 уступила соперникам из Канады (06:18.980).
Первую в своей карьере олимпийскую награду Воркел заработала на Летних Олимпийских играх 2004 года в Афинах. В финальном заплыве восьмёрок голландская команда уступила первенство соперницам из США (06:19.560 — 2е место) и Румынии (06:17.700 — 1е место).
На Летних Олимпийских играх 2008 года в Пекине Воркел представляла Нидерланды в дисциплине — восьмёрки. В финальном заплыве её команда с результатом 6:07.22 заняла второе место, уступив золотую награду соперницам из США (6:05.34).